# 丰塔雷什
丰塔雷什（法語：Fontarèches，法語發音：[fɔ̃taʁɛʃ]）是法国加尔省的一个市镇，位于该省东部，属于尼姆区。

## 地理
丰塔雷什（44°6'30"N, 4°26'17"E）面积13.42 平方千米，位于法国奧克西塔尼大區加尔省，该省份为法国南部沿海省份，南端濒地中海，北起顺时针与阿尔代什省、沃克吕兹省、罗讷河口省、埃罗省、阿韦龙省和洛泽尔省接壤。
与丰塔雷什接壤的市镇（或旧市镇、城区）包括：拉布吕吉耶尔、吕桑、圣洛朗拉韦尔内德、圣康坦拉波特里、韦尔弗伊。

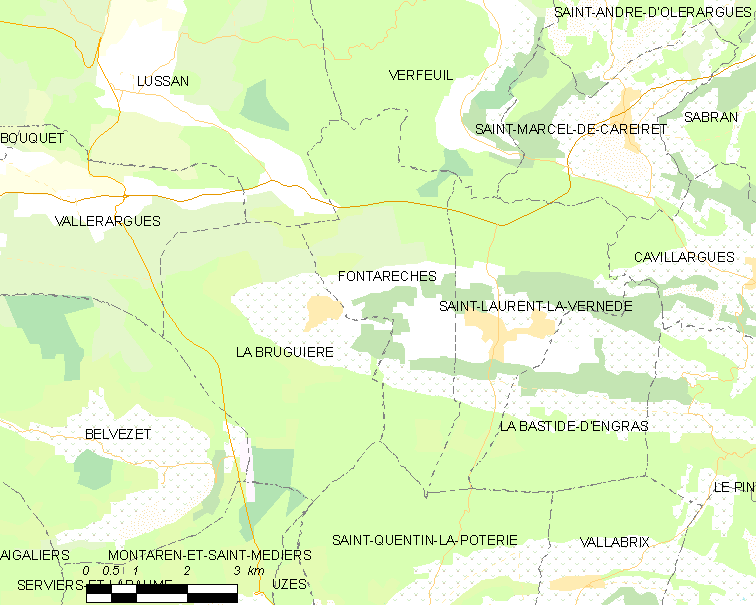
丰塔雷什的OSM定位图

丰塔雷什的时区为UTC+01:00、UTC+02:00（夏令时）。

## 行政
丰塔雷什的邮政编码为30580，INSEE市镇编码为30115。

## 政治
丰塔雷什所属的省级选区为于泽斯县。

## 人口

1962-2008年间丰塔雷什人口变化图示

丰塔雷什于2022年1月1日时的人口数量为255人。